# ジャワ語

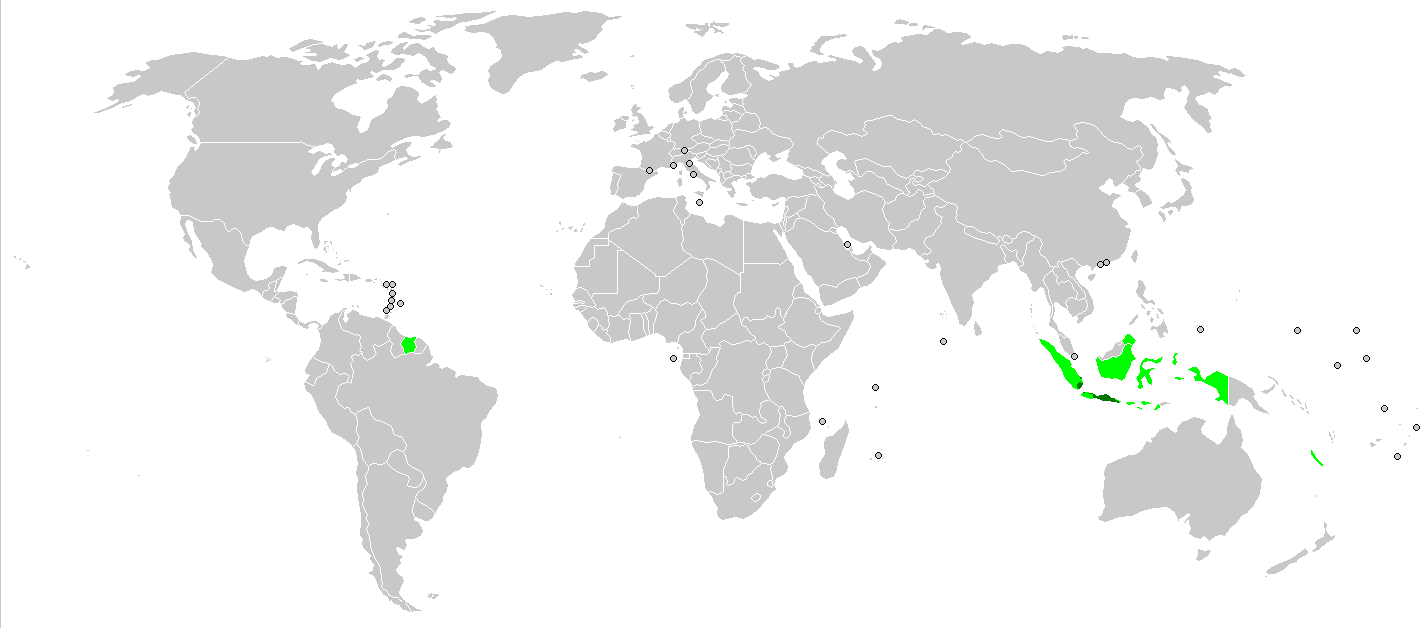
ジャワ語話者の分布（濃緑：主流、緑：少数）

ジャワ語（ジャワご、Basa Jawa、ꦧꦱꦗꦮ、尼: Bahasa Jawa、英: Javanese） は、オーストロネシア語族のスンダ・スラウェシ語群に属している。古ジャワ語を継承し、この語族の中で最長の文化的伝統と最多の使用者を持つ。
ジャワ語は、インドネシア・ジャワ島の中央部から東で話されている言語であり、その本拠地はジャワ島東部および中部である。これに対し西部の西ジャワ州では主としてスンダ語が用いられているが、バンテン州（Banten）の北方海岸地帯では再びジャワ語が用いられている。また19世紀以降行われた移民政策によって、ジャワ島以外にも、スマトラ島ランプン州（Lampung）、マレーシア、ニューカレドニア、南米のスリナム共和国などにジャワ語圏がある。
インドネシア共和国の全人口約2.55億人（2015年時点）のうち、約1.37億人がジャワ島に住んでおり、そのうち約7500万人もの人々が日常生活でジャワ語を使用している。ジャワ語話者が公的な場面で意思疎通を行う場合、または異なる種族言語を話す者同士が意思疎通を行う場合、多くの場合で公用語であるインドネシア語が用いられている。

## 概要
本来ジャワ語はジャワ文字で記されるものであったが、20世紀後半からラテン文字に切り替えた。ジャワ語は、オーストロネシア語族のマレー・ポリネシア語派のスンダ・スラウェシ語群（西マレー・ポリネシア語群）のスンダ語群に属する。言語学的に見て、マレー語、スンダ語、マドゥラ語、バリ語と深い関係がある。また、スマトラ島やボルネオ島の諸語、マダガスカル語といくらかの関係がある。
ジャワ語は中央ジャワから東ジャワにかけて話されている。また、西ジャワの北海岸でも同じように用いられている。マドゥラ島、バリ島、ロンボク島、および西ジャワのスンダ語地域において、文語として用いられる。パレンバン、南スマトラでの宮廷では、18世紀の終わりにオランダによって侵略されるまで宮廷語であった。
ジャワ語は現在、どこの国の公用語でもないが、ジャワ語を母語として用いる人の数は、オーストロネシア語族の中で、断然一位である。およそ八千万人がこの言葉を話すかまたは理解する。少なくともインドネシアの総人口の 45% は、ジャワ語の家系であるか、ジャワ語が支配的な言語である地域に住んでいる。1945年以降、インドネシアの大統領の五人に四人までがジャワ語の家系である。従って、インドネシアの国語でありマレー語の新しい方言であるインドネシア語の発展に、ジャワ語が大きな影響を与えていることは、驚くべきことではない。
ジャワ語は、世界でも伝統のある言語のひとつと見ることができる。12世紀以上にわたって、多くの文学作品が書かれている。学者は、ジャワ語の発達を四つの段階に分けている。
- 古ジャワ語 - 9世紀以降
- 中期ジャワ語 - 13世紀以降
- 新ジャワ語 - 16世紀以降
- 現代ジャワ語 - 20世紀以降（この段階はあまり一般的でない）

## 敬語
ジャワ語は、日本語と同様に敬語が発達していることでも知られる。その特徴として挙げられるのが、普通体と丁寧体の区別である。ジャワ語の日常語は「Ngoko体」と名付けられるが、これは二人称代名詞koの重語形kokoからの派生語である。「Ngoko体」はごく親しい友人間や目下の者に対して、またジャワ人が独り言をいう場合等に用いられる。一方、丁寧体である「Krama体」は、改まった会話や目上の者に対して、貴人同士、時としては妻が夫に対して用いる言葉である。すべての「Ngoko体」に対応する「Krama体」が存在するのではなく、大多数の語は「Ngoko体」と「Krama体」に共通して使われる「Ngoko・Krama共通語」である。
その他に「Krama Inggil語」と呼ばれる単語グループがあるが、これは日本語の尊敬語と謙譲語に当たる。単語としてのみ存在し、「Ngoko体」と「Krama体」の中で混ぜて用いられる。

## 方言
ジャワ語はいくつかの方言にわかれており、中でもa母音を持つ西部ジャワ語とā母音を持つ東部ジャワ方言の二大語群が主なものである。西部ジャワ語はスンダ語に影響を受けており、東部ジャワ語と中央ジャワのジョクジャカルタやソロのジャワ語間にも一定の違いがみられる。宮廷のある中部ジャワのソロ(Solo, スラカルタ Surakarta)、ジョクジャカルタの方言が最も純正なものと認められており、新ジャワ文学の大部分はSoloで書かれている。
- Tembung (jav-tem)
- Jawa Halus (jav-jaw)
- Pasisir (jav-pas)
- Manuk (jav-man)
- Indramayu (jav-ind)

## 音韻的特徴と発音
ジャワ語の音素は、7母音/a, ə, e, ɛ, i, o, u/と、20子音/p, t, ʈ, c, k, b, d, ɖ, ʝ, g, m, n, ny, ng, y, w, r, l, s, h/から成る。母音・子音の音韻体系とその特徴は以下の通りである。

### 母音
|      | 前舌  | 中舌 | 後舌  |
| ---- | ----- | ---- | ----- |
| 狭   | [i]   |      | [u]   |
| 半狭 | [e]   | [ə]  | [o]   |
| 半広 | [(ɛ)] |      | [(ɔ)] |
| 広   |       | [a]  |       |

正書法では、/a/はa、/ə,e,ɛ/はe, è, é と書かれる。/a/は[a]のほか[ɔ]をもつが、これは標準語の特色である。ただし、正書法では[a]と区別されない。
a: ジャワ語では語尾開音節の a は常に åと発音され、一つ手前の音節も a で終わっているときはその影響を受けて å の発音となる。å は英語の water のa[ɔ]に等しい。例えば、apa「何」は「オポ」、tampa「受け取る」は「トンポ」となる。ただしこの例外として、以下のものが挙げられる。 ora(オラ)(否定詞)、arta(アルト)「お金」、tanpa(タンポ)「〜なしで」等。a は開音節では長く発音され、閉音節では短いが音節境界に鼻音がある場合は長化する。
e: 口の形を大体日本語の「イ」ないしは「エ」にして「ウ」と発音すると似た音が得られる。 例：baras(ブラス)「米」、kena(クノ)「〜してもいい」、endi(ウンディ)「どこ」
è: 日本語の「エ」よりも少し口を横に開いて発音する。例：tèken(テクン)「サインする」、yèn(イェン)「〜ならば」、sèket(セクッ)「50」
é: 日本語の「エ」よりもずっと口を横に開いて発音する。例：méja(メジョ)「テーブル」、mépé(メペ)「干す」、suwé(スウェ)「長い間」
o: u のように区とをすぼめて突き出すようにして発音する。i 又はek が後続すると開音節では長短の中間意になる。その他のo は常に短く発音される。例：ora(オラ)(否定詞)、kono(コノ)「そこ」、ombé(オンベ)「飲む」
u: 例：kayu(カユ)「木材」、tugu(トゥグ)「塔」、tuku(トゥク)「買う」
i: 開音節では長く発音されるが、閉音節(但し鼻音閉じを除く)では短い。日本語の「イ」よりもっと横に口をあけて発音される。例：dina(ディノ)「日」、saiki(サイキ)「今」、kuwi(クウィ)「それ」

### 子音
|               |               | 両唇音 | 歯音/ 歯茎音 | そり舌音 | 硬口蓋音 | 軟口蓋音 | 声門音 |
| ------------- | ------------- | ------ | ------------ | -------- | -------- | -------- | ------ |
| 鼻音          | 鼻音          | [m]    |              | [ɳ]      | [ɲ]      | [ŋ]      |        |
| 破裂音/破擦音 | 破裂音/破擦音 | [p b̥]  | [t d̥]        | [ʈ ɖ̥]    | [tʃ dʒ̊]  | [k ɡ̊]    | [ʔ]    |
| 摩擦音        | 摩擦音        |        |              | [ʂ]      |          |          | [h]    |
| 接近音        | 中線音        |        |              | [ɽ]      | [j]      | [w]      |        |
| 接近音        | 側面音        |        |              | [ɭ]      |          |          |        |

ジャワ語の子音にはf, v, z, c, x, q はない。また語末や音節末で二子音が連続することもなく、子音連続で終わる外来語はその子音に一つが脱落する(例:「知事」resident → résidèn、「郵便局」postkantoor → kantorpos)。正書法では、/ʈ,ɖ/はth,dh と書かれる。また、/n/は、[n]のほか[ʈ][ɖ]の前に現われるとき、異音として[ɳ]を持つ。
b: 蘭語のb より鋭く、b が語頭に立つときは初頭音'p を伴っているように聞こえる(例：bakal →'pbakal)。第二または第三音節の頭音がb ならばp が先行音節を閉じ、次節音節はb で始まる(例：boeboer →　'pboep-boer)。ただし先行音節がm で終わる時はこの現象は見られない(例：ambakali)。
c: 日本語の「チャ」や「チョ」の子音に似ている。例：kanca(コンチョ)「友人」、basa(ボソ)「言語」、bisa(ビソ)「出来る」
d: 語頭または語中にあるときtd となり、語尾に立つときはt と発音される。ただし'n 又はan がd に先行する際はtd にはならない(例：dados → 'tados, babad → pbapbat)。舌の先を前歯に付けて少し噛むように発音される。
dh: 舌先を上の前歯の付け根あたりに充てて発音する。英語や公用インドネシア語のd にあたる。例：dhéwé(デウェ)「自分で」、adhi(アディ)「弟/妹」、tedha(トゥド)「食べる」
g: 語頭または語中にあるときkg となり、語尾に立つときはk と発音される。ただし'n 又はang がg に先行する際はkg にはならない(例：gawé → kgawé, toetoeg → toetoek)。日本語のガ行の子音に近い。音節終わりのg はk に近い音で発音される。
h: 母音で始まる語では、初頭にh が現れるが、特に発音されるのは朗読や読み聞かせの際に限る。また二個の同母音間やo とoe の間にもh が挿入される。音節の終わりにあるh は息だけを出す気音である。例：omah(オマ(h))「家」、murah(ムラ(h))「安い」。また、oeh, oh, ich, èh で終わる語に接尾辞がつくとh は通常j 又はw に転じる。
k: 語尾にあるときは内破音となるが、黙音e が直前にあるときは外破音となる。またk　が音節末尾にあるときは内破音となる(例：anak → ana', watek → watek)
j: 日本語の「ジャ」や「ジョ」に近い音。例：jam(ジャム)「時」、aja(オジョ)「〜するな」
l: 舌先を上の前歯の付け根にあてて発音する。例：lali(ラリ)「忘れる」、loro(ロロ)「2」、lemu(ルムー)「太っている」
m: 日本語のマ行の子音の音に近い。音節終わりのm は口を閉じるように発音される。例：mati(マティ)「死ぬ」、méja(メジョ)「テーブル」、nem(ヌム)「6」
n: 日本語のナ行にある音に近い。舌先は上の前歯の裏に付けて発音される。例：nami(ナミ)「名前」、enak(エナ)「おいしい」
ng: 「イ」を発音した後に舌先をn のようにせずそのままにして「ン」と鼻から息を押し出すようにすると得られる。例：ing(イン)「〜に/〜で」、menuang(ムニヤン)「〜へ(行く)」、wong(ウォン)「人」。ただしng の後ろに母音が続く場合は以下のようにg が後続の母音とともに発音される。例：nangis(ナッギス)「泣く」、mangan(マッガン)「食べる」
ny: 日本語の「ニャ」や「ニュ」の子音に似ている。例：banyu(バニュ)「水」、anyar(アニャル)「新しい」
p: apa(オポ)「何」、sarapan(サラパン)「朝食をとる」
r: 巻き舌である。例：rega(ルゴ)「値段」、mréné(ムレネ)「ここへ」、rada(ロド)「幾分」
s: 日本語のサ行にあたる音。例：bisa(ビソ)「出来る」、sinau(シナウ)「勉強する」、sasi(サシ)「月」
t: d と反転音の関係にある。転写されると後ろにhを伴う(例：dhampar"王座")。d と同様に舌先を口蓋前方に押し付けて発音される。
th: 英語や公用インドネシア語のt の音に該当する。現在のジャワ語ではその区別が混同されてきている。例：sethithik(セティティ)「少し」、mesthi(ムスティ)「きっと」
w: 語末には表れない。日本語のワ行に当たる音。例：wis(ウィス)「すでに」、wétan(ウェタン)「東」、waras(ワラス)「健康な」
y: 日本語の「ヤ」や「ヨ」に当たる音。例：yaiku(ヨイク)「つまり」、supaya(スポヨ)「〜できるように」、kaya(コヨ)「〜のようだ」

## 形態的特徴
ジャワ語は形態論上、膠着言語に分類される派生と屈折に富んだ言語である。

### 接辞
a. 動詞の接辞
ジャワ語の動詞には日本語のような動詞の活用や、時制というものもなく、また西欧語のような動詞の人称変化もない。例えば動詞 tangi「起きる」に「すでに」といったものがあればその意味は過去形「起きた」となる。反対に未来の動作は「これから〜するつもりだ」という意の副詞 arep を付加することによって表す。ジャワ語の動詞(Ngoko体)は主に次のものに分けられる。
1)　語根動詞。　(例：tangi 起きる、sinau 勉強する、tuku 買う、wiwit 始まる)
2)　接頭辞 m- が付いたもの。m の付いた動詞は、自動詞の機能を持っている。(例：mlaku 歩く、mabur 飛ぶ、mati 死ぬ)
3)　能動形の場合、語根に鼻音の接頭辞が付くもの。鼻音の接頭辞の付いた動詞は他動詞の機能を持つ。尚、この接頭辞は動詞の語根の初めの音によって、n, ny, m, ng の4つの中のいずれかのものが付く。すなわち、語根の初めの音が d, dh, t, th, j の場合は 接頭辞 n が、s, c の場合は 接頭辞 ny が、b, p, w の場合は 接頭辞 m が、a, i, u, e,è, é, o, g, r, l, y, k の場合は接頭辞 ng が付与される。 (例：jaluk → njuluk 頼む、silih → nyilih 借りる ※sは消える、wulang → mulang 教える ※w は消える、ombé → ngombe 飲む)
4)　能動形の場合、鼻音の接頭辞と接尾辞 -aké が付くもの。-aké の付いた動詞は、他動詞で次のような役割や意味を持っている。
```
   a. 「〜させる」（自動詞を他動詞に）　(bali 戻る → mbalèkaké 戻す、kalah 負ける → ngalahaké 負かす)
   b. 「〜してやる」　(tuku 買う → nukokaké 買ってやる、waca 読む → macakaké 読んでやる)
   c. 「(他人に)〜させる」(使役)　(priksa 調べる → mriksakaké 調べさせる)
   d. 「〜の状態になるようにする」　(bener 正しい → mbeneraké 訂正する)
   e. 「〜について/〜に対して」　(omong 話す → ngomongaké 〜について話す、rungu 聞く → ngrungokaké 〜を傾聴する)
```

5)　能動形の場合、鼻音の接頭辞と接尾辞 -i が付くもの。-i の付いた動詞は次のような役割や意味を持っている。
```
   a. ing (〜で、〜に)、marang（〜に対して）、menyang（〜へ（場所））、saka（〜から）といった前置詞の役割をするもの。(ngunggahi ＝ munggah ing 登る)
   b. 動作の反復や目的語が複数であることを示すもの。(menthung asu 犬をたたく→ menthungi asu 犬を何度もたたく)
   c. 動作の行われる場所及び対象を示すのに加えて、さらに次のような意味を持つもの。
```

　　　　・「〜の状態にする」　（resik 清潔な → ngresiki 綺麗にする）
　　　　・「〜を付ける」「〜を与える」　(klambi 上着 → nglambeni 上着を着せる)
6)　接頭辞 a- が付いたもの。(adol 売る、aweh 与える)
7)　接頭辞 ke- が付いたもの。ke- の付いた動詞は、「偶然〜」「自発的に〜」「〜できる」という意味を持つ。(kepethuk 出会う、krasa 感じる、katon 見える)
b. 形容詞の接辞
1)　接頭辞ke- と接尾辞-en により過度級を表す。(dawa N. 長い → kedawanen N. 長すぎる)
c. 名詞の接辞ジャワ語の名詞には語根に接頭辞や接尾辞を付けてつくられるものが多いが、主として次のように分けられる。
1) 接尾辞 -an の付いたもの。派生した名詞は「〜するもの」「〜したもの」「〜するところ」といった意味を持つ。(waca 読む → wacan 読物、pangan 食べる → panganan 食べ物)
2) 接頭辞 ka- と接尾辞 -an の付いたもの。派生した名詞は「〜であること」「〜されるもの」「〜のいるところ」といった意味を持つ。(ramé にぎやかな → karamen お祭り、ana ある/いる → kahanan 状態)
3) 接頭辞 pa- 又は pi- の付いたもの。主に動詞を名詞化するのに用いられる。派生した名詞は「〜すること」「〜の方法」「〜するために用いるもの」「〜されたもの」といった意味を持つ。pa-は語根によりpam-,pan-,pang-,またはpany-が付く。(kon 命じる → pakon 命令、dol　売る → pangedol 売上・販売、gawé 作る → panggawé 行為・振舞い・作り方)
4) 接頭辞 pa- 又は pi- に接尾辞 -an の付いたもの。pa-は語根によりpam-,pan-,pang-,またはpany-が付く。派生した名詞は「〜が集まった場所」「〜する場所」「〜すること」「〜するために用いられるもの」を意味する。(urip 生きる → panguripan 生活・生計、gorèng 油で揚げる → panggorèngan フライパン、turu 寝る → paturon ベッド)
5) 語頭の音の繰り返しが接頭したもの。(lara 病気の → lelara 病気、lembut 上品な → lelembut 精霊)

### 重複語
ジャワ語には、名詞・形容詞・動詞等にそれぞれ以下のような重複語がある。
1) 名詞・代名詞
　a. 複数を表す　(bocah-bocah 子供たち、wong-wong 人々)
　b. 重複して意味が変わるもの。接尾辞-an を伴うものもある。(omah 家 → omah-omah 世帯を持つ、endi どこ → endi-endi どこでも/どこにも、bal ボール → bal-balan ボール遊びをする)
2) 形容詞・副詞
　a. 強調　（enggal-enggal さっそくすぐに）
　b. 被修飾語が複数であることを示す　(Pitiké lemu-lemu. 鶏たちは太っている。)
　c. 物体名がはっきりしないもの　（Kuniing-kuning kaé apa? あの黄色っぽいものは何？）
　d. 意味が変わるもの　(ramé にぎやかな → ramé-ramé 騒ぐ、arang まばらな → arang-arang めったに〜しない)
　e. 〜なのに、〜であるのに　(Gampang-gampang ora ngerti. 簡単なのにわからない。)
3) 動詞
　a. ora を伴って「なかなか〜しない」(ora teka-teka. なかなか来なかった)
　b. 「あれこれ〜する」　(omong-omong あれこれおしゃべりする)
　c. 「代る代る〜する」「お互いに〜する」(antem-anteman なぐり合った)
　d. 接頭辞や接尾辞を伴ったもの
　e. 重複すると意味が変わるもの (kira 考える →kira-kira 大体・約、olèh 得る → olèh-olèh おみやげ)
　f. 音の一部が変わるもの　(theklak-thekluk こっくりこっくりする、géla-gélo 頭を左右に振る)

## 語順
統語論上ジャワ語はSVO言語であるが、口語では様々な語順が可能である。以下に例を挙げる:
(1) Bambang n-girim layang nang Tono. (S V O IO) ― 基本語順
```
   Bambang active-send letter to Tono
   
   "Bambang sent the letter to Tono."（以下同様）
```

(2) N-girim layang nang Tono Bambang. (V O IO S)
(3) N-girim layang Bambang nang Tono. (V O S IO)
(4) N-girim Bambang layang nang Tono. (V S O IO)
(5) Nang Tono Bambang n-girim layang. (IO S V O)
(6) Nang Tono n-girim layang Bambang. (IO V O S)
(7) Nang Tono n-girim Bambang layang. (IO V S O)
またジャワ語の関係代名詞や助動詞は、被修飾語の前に置かれる。語順の転倒により述語の主要部を文頭に置くことで、強調効果をもたらすことが可能である。特に形容詞は、名詞に対して前置されるのは強調する際に限定される。また、語勢は関係代名詞 sing やkang によっても示されうる。

## 代表的文法現象

### テンス
ジャワ語の動詞には日本語のような動詞の活用やテンスはなく、また西欧語のような動詞の人称変化もない。例えば動詞 tangi「起きる」に「すでに」といったものがあればその意味は過去形「起きた」となる。反対に未来の動作は「これから〜するつもりだ」という意の副詞 arep を付加することによって表す。

### 受動態・能動態
ジャワ語では、能動態動詞の鼻音の接頭辞を取り除き、新たに tak-/dak-, ko-, di-, あるいは di- といった接頭辞を付けることで受動態が形成される。

## 文字
ジャワ語は南インド伝来のパーリ文字を基にして作られたジャワ文字をもっているが、現在ではラテン文字表記が主として用いられている。ラテン文字表記はインドネシア共和国の公用語であるインドネシア語の表記法に基づいている。現代ジャワ語はその基本となるものは ha, na, ca, ra, ka, da, ta, sa, wa, la, pa, dha, ja, ya, nya, ma, ga, ba, tha, nga の20しかない。
ジャワ文字で表記する際は、上記の20の文字にそれぞれの「sandhangan」と呼ばれる記号を組み合わせて用いる。また二つ以上の単語を続けて表記する際、単語の音節が h, r, ng 以外の子音で終わっている場合は、それに続く単語の初めの音には「pasangan」と呼ばれる記号を用いる。
ラテン文字表記以外にも、インドのブラーフミー文字の流れをくむジャワ文字、アラブ・ジャワ文字、ジャワ語に適化したアラビア文字（ジャウィ文字）でも書かれる。以下にラテン文字の大文字・小文字の表記を記す。
ラテン文字
| 大文字 |   |   |   |   |   |   |   |   |   |   |   |   |   |   |   |   |   |   |   |   |   |   |   |   |   |   |   |
| A      | B | C | D | E | É | È | F | G | H | I | J | K | L | M | N | O | P | Q | R | S | T | U | V | W | X | Y | Z |
| 小文字 |   |   |   |   |   |   |   |   |   |   |   |   |   |   |   |   |   |   |   |   |   |   |   |   |   |   |   |
| a      | b | c | d | e | é | è | f | g | h | i | j | k | l | m | n | o | p | q | r | s | t | u | v | w | x | y | z |

以下の文字はヨーロッパの言語やアラビア語からの借用語で使用される。
- f, q, v, x, z

## 挨拶表現
以下にジャワ語の基本的な挨拶表現を記す。
Sugêng énjing.　(スダング・エンジング)　おはようございます。
Sugêng siyang(rintên).　(スダング・スィヤング(リントゥン))　こんにちは。(※午前10時頃から午後2時ごろまで用いられる)
Sugêng sontên.　（スダング・スントゥン）こんにちは。　(※午後3時頃から午後6時ごろまで用いられる)
Sugêng dalu.　(スダング・ダル)　こんばんは。
Sugêng saré.　(スダング・サレ)　おやすみなさい。
Sugêng rawuh.　(スダング・ラウ)　いらっしゃいませ。
Sugêng tindak.　(スダング・ティンダッ)　さようなら。(※旅立つ人に)
Sumånggå , sugêng kêpanggih malih.　(スモンゴ・スダング・クパンギ・マリ)　さようなら。（※残る人に）
Sugêng tindak dumugi kêpanggih malih.　(スダング・ティンダッ・ドゥムギ・クパンギ・マリ)　ごきげんよう。
Sugêng taun anyar.　(スダング・タウン・アニャル)　新年おめでとう。
Sugêng Natalan.　(スダング・ナタラン)　クリスマスおめでとう。
Sugêng ngunjuk.　(スダング・グンジュッ)　乾杯。
Matur nuwun.　(マトゥール・ヌウン)　ありがとう。
Matur sêmbah nuwun.　(マトゥール・スムパ・ヌウン)　ありがとうございます。
Sami-sami, kulå inggih matur sêmbah nuwun.　(サミサミ・クロ・インギ・マトゥール・スムパ・ナウン) どういたしまして。
Kados pundi kabaripun?　(カドス・プンディ・カブリプン)　ご機嫌いかがですか。
Pangatuntên. / Nyuwun sewu.　(パがプントゥン/ニュウン・セウ)　ごめんなさい。
Dumugi bénjing malih.　(ドゥムギ・ベンジング・マリ)　また明日。
Sampun dangu kulå boten kêpanggih sarêng penjênêngan.　(サムプン・ダぐ・クロ・ボトゥン・クパンギ・サルング・プンジュヌがン)　お久しぶりです。